# Ghost Wars
Ghost Wars es una serie de televisión estadounidense de terror creada por Simon Barry. Fue estrenada en el canal Syfy el 5 de octubre de 2017 y concluyó el 4 de enero de 2018 tras una temporada de 13 episodios. En 2018 Netflix la añadió a su catálogo.

## Sinopsis
Ghost Wars tiene lugar en una remota ciudad de Alaska que ha sido invadida por fuerzas paranormales. La serie se centra en el local y marginado Roman Mercer, que debe superar los prejuicios de la ciudad y sus propios demonios personales si quiere aprovechar sus poderes psíquicos reprimidos y salvar a todos de la persecución masiva que amenaza con destruirlos.

## Reparto
- Avan Jogia es Roman Mercer.
- Kim Coates es Billy McGrath.
- Vincent D'Onofrio es Dan Carpenter.
- Meat Loaf es Doug Rennie.
- Kandyse McClure es Landis Barker.
- Kristin Lehman es Marilyn McGrath-Dufresne.